# 5G NR
5G NR（New Radio）是一个新的无线接入技术（RAT），由3GPP开发，用于第五代移动通信网络（5G）。它是5G网络空中接口的全球通用标准。基于正交频分复用技术（OFDM）开发。
3GPP的38系列规范为NR定义了技术细节。
3GPP对NR的研究开始于2015年，第一个规范的发行版于2017年底问世。彼时，3GPP标准化进程仍在继续，而业界已经开始着手实现那些遵循标准草案的基础设施，并预计5G NR最初的大规模的商业部署将会发生在2019年。

## 5G协议版本

### Release-15
Release15是5G的初始版本

## 频段
5G NR频段在总体上被分为两个频率范围：
1. Frequency Range 1（FR1），包括6G赫兹以下（sub-6GHz）的频段，目前扩展到410 MHz至7125 MHz。[4]
2. Frequency Range 2（FR2），包括毫米波范围内的频段，准确为24.25 GHz至52.6 GHz。[5]

FR2的范围更小，但是可用频段比FR1更多。

## 网络部署
Ooredoo于2018年5月在卡塔尔部署了首个商用5G NR网络。全世界范围内的其他运营商也随之跟进。

## 发展
3GPP在2018年发布了版本15，其中包括用于5G NR标准的“阶段1”（Phase 1）标准化规范，并预计在2019年底发布版本16，其中包括5G NR的“阶段2”（Phase 2）。

## 部署模式
在与5G核心网协同工作的独立组网（standalone，简称SA）模式成熟之前，最初的5G NR的部署将依赖现有的LTE 4G基础设施，以非独立组网（NSA）的模式进行。

### 非独立组网模式
5G NR的非独立组网（NSA）模式是指5G NR部署的一个选项，在该模式下，控制功能依赖现有的LTE网络的控制面，而5G NR则完全专注于用户面。这种做法的优势据称是为了加快5G商用的进度，但是一些运营商和设备商则给出了批评意见，认为提前引入5G NR NSA将会阻碍独立组网（SA）模式的网络的引入。

### 独立组网模式
5G NR的独立组网（SA）模式是指将5G基站同时用于信令和数据传输。它使用新的5G分组交换核心网架构，而不使用4G核心网（EPC）。SA的5G网络部署可以完全不依赖4G网络。它被预期有更低的成本、更高的效率，并有助于开发新的使用场景。

## 参数集（子载波间隔）
NR支持5个不同的参数集（Numerology），即子载波间隔（sub-carrier spacing）：
| 子载波间隔 | 时隙长度    | 备注                                                                                                 | 频段   | 频段   |
| 子载波间隔 | 时隙长度    | 备注                                                                                                 | FR1    | FR2    |
| ---------- | ----------- | --- | ------ | ------ |
| 15 kHz     | 1毫秒       | 若LTE有建置動態頻譜共享技術(DSS)時可用                                                               | 支持   | 不支持 |
| 30 kHz     | 0.5毫秒     | FR1頻段(如n78)時可用                                                                                 | 支持   | 不支持 |
| 60 kHz     | 0.25毫秒    | 普通循环前缀（CP）和扩展CP均可用于60 kHz载波间隔                                                     | 支持   | 支持   |
| 120 kHz    | 0.125毫秒   | 用于数据路径（data path）的最高的子载波间隔                                                          | 不支持 | 支持   |
| 240 kHz    | 0.0625毫秒  | 用于使用同步信令块（Synchronization Signal Block，简称SSB）进行搜索（search）和测量（measurement）。 | 不支持 | 支持   |
| 480 kHz    | 0.03125毫秒 | |        |        |
| 960 kHz    | 0.01565毫秒 | |        |        |

CP（循环前缀）的长度与子载波间隔成反比。15 kHz对应4.7微秒，而240 kHz子载波间隔则对应4.7 / 16 = 0.29微秒。